# Hyperolius bobirensis
Hyperolius bobirensis är en groddjursart som beskrevs av Schiøtz 1967. Hyperolius bobirensis ingår i släktet Hyperolius och familjen gräsgrodor. IUCN kategoriserar arten globalt som starkt hotad. Inga underarter finns listade i Catalogue of Life.